# Карпухин, Павел Дмитриевич
Па́вел Дми́триевич Карпу́хин (род. 19 декабря 1990, Москва, РСФСР, СССР) — российский хоккеист, игрок клубов России, Казахстана и Эстонии.

## Биография
Воспитанник хоккейной школы московского «Динамо», в дубле которого дебютировал в 2005 году в российской первой лиге и играл до 2008 года.
В сезоне 2008/2009 перешёл в нижнекамский «Нефтехимик-2», по ходу сезона был арендован в лениногорский «Нефтяник». В сезоне 2009/2010 помимо ставшего одним из основателей Молодёжной хоккейной лиги и получившего название «Реактор» фарм-клуба, играл также в основном составе «Нефтехимика» в Континентальной хоккейной лиге.
Начав сезон 2010/2011 в кирово-чепецкой «Олимпии», вскоре перешёл «Казахмыс», представлявший город Сатпаев в Казахской хоккейной лиге (в составе которого провёл 1 матч).
В 2012 году в 1 матче вышел в составе клуба первой лиги «Кристалл» из Электростали. В сезонах 2012/2013 и 2013/2014 в составе таллиннского клуба «Викинг Спорт» дважды становился чемпионом Эстонии.
Завершил игровую карьеру в 2014 году.

## Достижения
- Чемпион Эстонии 2012/2013[англ.]
- Чемпион Эстонии 2013/2014[англ.]